# Riječni kilometar
Riječni kilometar označava prijeđenu udaljenost između određene lokacije na vodnom toku od ušća rijeke ili potoka do drugog toka ili vodne površine.
Nulti kilometar rijeke nalazi se na ušću te se u smjeru uzvodno dodaje kilometraža. Ovaj obrnuti redoslijed je zato, što je obično vrlo teško točno odrediti početak vodnog toka, jer je izvor uglavnom teško sljediv, ili što je često, da se izvor s vremenom mijenja. Nasuprot tome, slijevanje, ili ušće je dobro definirano i u većini slučajeva je fiksno (iznimka je riječna delta, koja stvara velike površine i pomiče ušće).
Riječna kilometraža označava uzdužni položaj na rijeci s pomoću ravnomjerno raspoređenih ploča, ili sličnih znakova na obali rijeke. Kilometraža se ponekad obračunava posebno za pod-dijelove rijeke, na primjer, od granice. Za Labu od Melnika naviše, koriste se dvije različite kilometraže: bilo od slijevanja Vltave, ili češko-njemačke granice.